# Jozef Škultéty
Jozef Škultéty (Potok, 25 novembre 1853 – Martin, 19 gennaio 1948) è stato un critico letterario, linguista, storico e traduttore slovacco.

## Biografia
Studiò al liceo di Revúca e conseguì la licenza magistrale a Kláštor pod Znievom. Lavorò come insegnante alla scuola popolare di Vrútky. Proseguì gli studi all'Università di Budapest, città da cui fu corrispondente del giornale Národnie noviny.
In seguito fu impiegato all'ispettorato scolastico di Rimavská Sobota, con l'incarico di redigere testi scolastici. Nel 1879 si trasferì a Martin, dove fu impiegato presso la banca Slávia. Dal 1881 al 1919 fu redattore del giornale Slovenské pohľady, di cui fu per un periodo anche editore. Fu anche redattore di Slovenskú knižnicu, il giornale della Società museale slovacca, di Letopis Matice slovenskej e di Zborník Matice slovenskej, due organi della Matica slovenská. Nel 1919 fu nominato direttore a vita della Matica slovenská.
Per le sue posizioni politiche fu condannato sei volte. Dal 1938 al 1948 fu anche presidente della Società museale slovacca. Dal 1940 fu vicepresidente del Consiglio di Stato della Repubblica Slovacca. Tradusse in slovacco diverse opere della letteratura russa.
Fu sepolto al Cimitero nazionale di Martin.

## Concezione di Škultéty della storia della letteratura slovacca
Sebbene Škultéty non scrisse mai una storia generale della letteratura slovacca (se si eccettua l'abbozzo in ungherese "A tót irodalom torténete"), stabilì una concezione generale, che si differenzia in molti punti da quella di Jaroslav Vlček, con il quale collaborò. Espresse questa concezione nella forma più completa nella prima annata di Slovenské pohľady. Nella visione di Škultéty la storia della letteratura slovacca comincia con il gruppo di Anton Bernolák - per l'opera linguistica dello stesso Bernolák e l'opera poetica di Ján Hollý. A questi autori si aggiunge successivamente Ľudovít Štúr. Škultéty non prende in considerazione la letteratura ceca nel Regno d'Ungheria, che secondo lui non appartiene sostanzialmente alla storia della letteratura slovacca.

## Opere

### Storia della letteratura
- 1911 - A tót irodalom története ("Storia della letterata slovacca"; scritto su invito di L. Asbótha)
- 1928 - O Slovákoch ("Degli Slovacchi")

### Opera scientifica
- 1920 - Stodvadsaťpäť rokov zo slovenského života ("Centoventicinque anni di vita slovacca")

### Linguistica
- 1902 - Cudzie slová v slovenčine ("Le parole straniere in slovacco")

### Critica letteraria
- 1892 - Pavol Országh Hviezdoslav
- 1893 - Ján Kollár (Slovenské pohľady X)
- 1897 - Veniec slovenských národných piesní ("Ghirlanda di canzoni popolari slovacche")
- 1899/1900 - Andrej Sládkovič
- 1908 - Ján Hollý
- 1909 - Ján Botto
- 1910 - Martin Kukučín
- 1912 - Samo Chalupka

### Scritti vari
- 1925 Leng a zászló! ("Sventola la bandiera!")
- 1928 Nehaňte ľud môj! ("Non vergognatevi gente mia!")
- 1929 O bývalom Uhorsku ("L'ex Ungheria")
- 1931 Ešte raz o bývalom Hornom Uhorsku ("Ancora sull'ex Alta Ungheria")

### Traduzioni
- 1883 - Taras Bul'ba (Gogol')
- 1883 - La tormenta (Tolstoj)
- 1885 - All'epoca (Turgenev)
- 1889 - Fiabe (Tolstoj)

### Antologie
- 1968 - Dejiny slovenskej literatúry ("Storia della letteratura slovacca")
- 1970 - Plody pravdy národnej ("I frutti della verità nazionale")
- 1973 - Vôňa domoviny ("L'odore di casa")